# Egentliga Sverige
Egentliga Sverige er en terminologi, som benyttes til at separere de territorier, som var helt integreret i Sverige fra besiddelser og stater i union med landet.
Fra den tidlige middelalder og frem til freden i Fredrikshamn i 1809 indgik også nutidens Finland som en fuldt integreret del af riget, Österland. Efter 1809 betegner termen Sverige under nuværende grænser.
Skåneland, som tidligere var en del af Danmark, blev svenskt gennem freden i Roskilde 1658, men det var ikke før 1719, at det var fuldt integreret og blev en del af Egentliga Sverige.
Egentliga Sverige er, til forskel fra Egentliga Finland, et geografisk område som er blevet forandret over tid. Egentliga Finland er et landskab i det sydvestlige Finland, som gav navn til hele landet.
Begrebet blev opfundet af E.G. Geijer i Svenska folkets historia.